# Arbenit Xhemajli
Arbenit Xhemajli (ur. 23 kwietnia 1998 w Bruggu) – szwajcarski i kosowski piłkarz, były członek kosowskiej reprezentacji U-21 oraz reprezentacji Kosowa.